# Supersuckers
Supersuckers son una banda estadounidense de rock. Se han autoproclamado "La banda más grande de Rock 'n' Roll del mundo" Después de su introducción en 1997 en la música country con el álbum Must've Been High, han tocado con otros nombres en diferentes conciertos country, incluido, por supuesto, el de Supersuckers. En abril de 2005 la banda estaba compuesta por Eddie Spaghetti al bajo y la voz principal, Dan "Thunder" Bolton y Rontrose Heathman a las guitarras, desde que el batería original Dancing Eagle rompió con la banda. Hasta marzo de 2006 estuvo como batería Dusty Watson (del grupo Agent Orange). El 16 de junio de 2006, la banda anunció la incorporación de Scott Churilla a la batería, procedente de la grandiosa banda de rockabilly/psychobilly The Reverend Horton Heat.

## Historia
Los Supersuckers se forman en 1988 como The Black Supersuckers en Tucson (Arizona). La formación original estaba compuesta por Eddie Spaghetti al bajo, Dan "Thunder" Bolton y Rontrose Heathman a las guitarras, Dancing Eagle a la batería y Eric Martin como cantante. En 1989 marchan a Seattle (Washington). Allí, Eric Martin abandona la banda y el resto deciden seguir como cuarteto, pasando Eddie Spaghetti a cantar. Comienzan grabando varios singles para pequeños sellos hasta que firman con la discográfica Sub Pop. Algunos de estos singles fueron recopilados en 1992 en el álbum The Songs All Sound the Same, fecha en la que graban su primer LP: The Smoke of Hell. Éste y La Mano Cornuda (1994) les colocan en el centro de miras de muchos aficionados gracias a la explosión del grunge, aunque Supersuckers eran bastante más salvajes y punks que sus compañeros de generación. Entremedias, en 1993, grabaron un álbum con el nombre de The Junkyard Dogs.
En 1995, Heathman abandonó temporalmente la banda. Para grabar su tercer disco, The Sacrilicious Sounds of the Supersuckers, contaron con Rick Sims (del grupo Didjits), que participó también en la subsiguiente gira. Heathman regresó para la grabación de su cuarto trabajo, Must've Been High, un disco de country que descolocó a sus fans. Con el recopilatorio  How the Supersuckers Became the Greatest Rock and Roll Band in the World (1999) cerraron su periodo con Sub Pop.
Su siguiente trabajo, en el que abandonaron momentáneamente el country, apareció editado por la discográfica KOCH. The Evil Powers of Rock 'N' Roll (1999) fue un nuevo giro en cuanto a sonido. Relajaron el ritmo en un disco más rock y menos punk, pero sin llegar a perder la potencia y contundencia que les había caracterizado hasta entonces. Un año más tarde actuaron en el festival "Woodstock 2000".
En 2001 la banda creó su propio sello discográfico: Mid-Fi Recordings, con el que se lanzaron a la edición de un puñado de singles y discos en directo como Must've Been Live (2002), en el que repasaban el repertorio country de Must've Been High, así como su nuevo trabajo de estudio Motherfuckers Be Trippin´ (2003), en una línea similar a su anterior trabajo.
En 2005 editaron un nuevo recopilatorio de singles (Devil's Food), fecha en la que les abandonó Dancing Eagle, siendo sustituido por Dusty Watson (del grupo Orange Agent). El 16 de junio de 2006, la banda anunció la incorporación de Scott Churilla a la batería, con el que grabaron Paid, un nuevo EP y adelanto de Get It Together (2008).

## Causas
A lo largo de su carrera, Supersuckers han estado envueltos a favor de algunas causas políticas y benéficas. Así, han participado en varios conciertos organizados por la asociación estadounidense "Farm Aid" de ayuda a granjeros estadounidenses.
Una de las causas para las que más se han implicado es el caso de "West Memphis Three", tres hombres juzgados y condenados por el asesinato de tres niños en la ciudad de West Memphis (Arkansas, Estados Unidos). Damien Echols fue sentenciado a muerte mientras que los otros dos supuestos implicados, Jessie Misskelley y Jason Baldwin, fueron sentenciados a cadena perpetua. El caso es muy polémico en Estados Unidos, ya que se ha acusado a las administraciones implicadas de cometer varios errores judiciales y, por tanto, de condenar injustamente a los tres convictos.  Supersuckers han ayudado a realizar subastas benéficas en eBay, así como organizado conciertos y actos para recaudar fondos para la defensa legal de los tres acusados. Además, Eddie Spaghetti se encargó de producir el disco Free for the West Memphis 3 (KOCH, 2000), en el que aparecieron músicos y bandas como los propios Supersuckers, Steve Earle, Tom Waits, Joe Strummer o Eddie Vedder con los Supersuckers.

## Colaboraciones
Además de con los grupos con los que han editado singles o álbumes compartidos (Zeke, Hangmen, Steve Earle o The Reverend Horton Heat), Supersuckers han grabado con artistas como Willie Nelson, Kelley Deal (de The Breeders) o Eddie Vedder (de Pearl Jam). Aparecieron en el programa de televisión estadounidense "The Tonight Show" (presentado por Jay Leno) acompañando a Willie Nelson. Han tocado o estado de gira con grupos como Mudhoney, Social Distortion, Bad Religion, Ramones, Motörhead, Toadies, Supagroup, Butthole Surfers, The Reverend Horton Heat, Dwarves o White Zombie.

## Miembros
- Eddie Spaghetti: voz y bajo.
- Dan "Thunder" Bolton: guitarra.
- Rontrose Heathman: guitarra.
- Scott Churilla: batería.

### Miembros anteriores
- Dancing Eagle (1988-2005): batería.
- Eric Martin (1988-1989): voz.
- Rick Sims (1995-1997): guitarra.
- Dusty Watson (2005-2006): batería.

## Discografía

### Álbumes
- The Songs All Sound the Same (eMpty Records, 1992). CD. Recopilatorio de sus primeros sencillos. Reeditado en 2001 por Mid-Fi Records con tres temas extras.
- The Smoke of Hell (Sub Pop, 1992). LP y CD.
- Good livin' platter (1993). vinilo 10" y CD. Disco firmado como The Junkyard Dogs
- La Mano Cornuda (Sub Pop, 1994). LP y CD.
- The Sacrilicious Sounds of the Supersuckers (Sub Pop, 1995). LP y CD.
- Must've Been High (Sub Pop, 1997). LP y CD.
- How the Supersuckers Became the Greatest Rock and Roll Band in the World (Sub Pop, 1999). Recopilatorio en formato CD o doble LP.
- The Evil Powers of Rock 'N' Roll (KOCH, 1999). LP y CD.
- Must've Been Live (Mid-Fi, 2002). Disco en directo donde recrean el repertorio country de Must've Been High. LP y CD.
- Motherfuckers Be Trippin' (Mid-Fi, 2003). CD.
- Mid-Fi Field Recordings Vol. 2: Live at the Magic Bag (Mid-Fi, 2004). Disco en directo. CD.
- Live In Anaheim. Mid-Fi Field Recordings Vol. 3 (Mid-Fi, 2004). CD con DVD.
- Supersuckers Mid-Fi Field Recordings Vol. 1: Live at The Tractor Tavern  (Mid-Fi, 2004). Disco en directo. CD.
- Supersuckers (Rockin' Bones, 2004). Recopilatorio en vinilo picture-disc.
- Devil's Food (Mid-Fi, 2005). Recopilatorio de singles.
- Instant Live: Café Du Nord, San Francisco, CA May 27, 2005 (Mid-Fi, 2005). CD.
- Instant Live: The Casbah - San Diego, CA February 23, 2006 (Mid-Fi, 2006). CD.
- Get It Together (Mid-Fi, 2008). CD-DVD.
- Play That Rock n’ Roll (Acetate Records, 2020). CD.

### Singles y EP
- "Gravity Bill" / "Sex & Outrage" (Lucky Records, 1990). 7". El tema "Sex & Outrage" es una versión de Motörhead. Reeditado por Lucky Records en 1993 con diferente portada.
- "Saddle Tramp" / "Alright Poor" (Sympathy for the Record Industry, 1991). 7".
- "Junk" / "4-Stroke" + "Girl I Know" (eMpTy Records, 1992). 7".
- Like a Big Fuckin' Train (Subpop, 1992). EP con cinco canciones.
- "Hell City, Hell" / "Dead Homiez" (Sub Pop, 1992). 7".
- "Dead Homiez" / "Poor (mexi-mix)" (Sub Pop, 1993). 7".
- "She's My Bitch" / "Drinkin' n' Drivin'" (Sub Pop, 1993). 7".
- "On the Couch " / "Nitroglycerine" (Sub Pop, 1993). 7" y CD-single. "Nitroglycerine" es una versión de The Gories.
- "On the Couch" / "Can't Resist" (Sub Pop, 1994). 7".
- "Whiskey River" (Fear and Loathing , 1994). 7".
- At Budokan (IFA Record, 1994). EP de cinco temas en directo grabados en Japón.
- "Good Livin'" / "Lightning Bar Blues" + "Breakin' The Law (instrumental)" (Sympathy For The Record Industry, 1994). 7". Editado como The Junkyard Dogs. El tema "Breaking the Law" es una versión de Judas Priest

- Sanitized for your Protection (1995). CD-sencillo promocional de The Sacrilicious Sounds of the Supersuckers. Cinco canciones.
- "Born With A Tail" / "Are You Ready?" (Subpop, 1995). CD-sencillo. El tema "Are You Ready?" es una versión de Thin Lizzy.
- "Born With a Tail" / Run Like a Motherfucker" (Subpop, 1995). CD-sencillo.
- Marie (Subpop, 1995). CD-EP con cinco canciones.
- "Marie (re-mix)" / "19th Most Powerful Woman in Rock" (Subpop, 1995). 7".
- "Can Pipe" / "Play Some Rock'n'Roll" (Aces and Eights Recordings, 1999). 7".
- "My Kickass Life" (KOCH, 1999). CD-sencillo promocional de The Evil Powers of Rock 'N' Roll.
- "Beat to Shit" / "Cowboy Song" (Mid-Fi, 2002). 7".
- "Givin' it Away" / "Going Back to Tucson" (Mid-Fi, 2002). CD-sencillo.
- "Thinkin' Out Loud" / "Girl I Know" (Mid-Fi, 2002). 7".
- "Rock-n-Roll Records (Ain't Selling this Year)" (Mid-Fi, 2003). CD-sencillo promocional de Motherfuckers Be Trippin'.
- "Eastbound & Down" / "Sail On" (Mid-Fi, 2003). 7".
- "My Beady Eyes" / "The Trick And The Tactic" (Mid-Fi, 2003). CD-sencillo. Estos dos temas fueron grabados para The Evil Powers... pero terminaron quedando fuera del álbum.
- "Doublewide" / "Born with a Tail" (Mid-Fi, 2003). CD-sencillo.
- "Shake it Off" / "Thinkin' Out Loud" (Pitshark Records, 2003). 7".
- Live at Slims (2003). EP de cuatro canciones en directo.
- Paid (Mid-Fi, 2006). CD-EP de seis temas.

### Discos compartidos
- The Reverend Horton Heat vs The Supersuckers. (Subpop, 1994). Disco compartido con el grupo de country-punk-rock The Reverend Horton Heat. Interpretan «400 Bucks» (Supersuckers) y «Caliente» (The Reverend Horton Heat).
- Live At Emo's Volume 2. #3 This Place Sucks (No Lie Records, 1997). 7". Sencillo compartido con Don Walser & The Pure Texas Band.
- Steve Earle & The Supersuckers (Subpop, 1997). CD. Disco compartido con Steve Earle. Tocan juntos "Creepy Jackelope Eye", "Angel is the Devil" y "Before They Make Me Run". Además, aparecen las originales de "Angel is the Devil" (S. Earle) y "Creepy Jackelope Eye" (Supersuckers).
- Supersuckers vs Hai Karate (Sessions Records, 1999). CD-sencillo compartido con el grupo Hai Karate.
- Splitsville 1, compartido con Electric Frankenstein (The Misc Cartel, 2002).
- Supersuckers vs Hangmen (Mid-Fi, 2003). 7" compartido con Hangmen. Supersuckers aportan "Flyin' into the mid-day sun", un descarte de Motherfuckers Be Trippin'.
- Supagroup vs Supersuckers (Mid-Fi, 2003). Sencillo compartido con Supagroup. La canción incluida es "Rock Your Ass".
- Supersuckers vs Zeke (Bootleg Booze Records, 2005). 7" compartido con Zeke. Supersuckers aportan el tema "Gato Negro".
- Burden Brothers vs Supersuckers (Kitty Play Records/Mid-Fi Recordings/Kirtland Records, 2005). 7". Single compartido con Burden Brothers. Supersuckers interpretan una toma en directo de "Jailbreak" (de Thin Lizzy).

### Participaciones en Recopilatorios
- "Caliente" en Revolution Come 'n' Gone(Sub Pop, 1992). CD.
- "Brand New Bike" en Happy Birthday, Baby Jesus Vol. 1 (Sympathy For The Record Industry, 1993, vinilo 10") y en Happy Birthday, Baby Jesus Vol. 1&2 (Sympathy For The Record Industry, 1994, CD). Aparecen como The Junkyard Dogs.
- "(We'll Call It) Christmastime" en Happy Birthday, Baby Jesus Vol. 2 (Sympathy For The Record Industry, 1994, vinilo 10") y Happy Birthday, Baby Jesus Vol. 1&2 (Sympathy For The Record Industry, 1994, CD).
- "Pseudopsychopharmacology" en 500 Miles To Glory (Red Devil Records/Gearhead, 1995) LP-picture disc/CD. Editado en CD por Man's Ruin Records
- "Bloody Mary Morning" en Twisted Willie, Tribute To Willie Nelson (Justice Records, 1996). CD.
- "I Say F***" en HYPE! (ADA/Subpop, 1997). CD.
- "Must've Been High" en Loose, New Sounds Of The Old West (Vinyl Junkie, 1998)
- "I'm Poor" en Their Sympathetic Majesties Request, A Decade Of Obscurity And Obsolescence 1988 - 1998 (Sympathy For The Record Industry, 1998) Doble CD y doble LP.
- "Rock And Roll Singer" en Hell Ain't A Bad Place To Be ... A Tribute To AC/DC (Reptilian Records, 1999). LP + 7", CD.
- "Creepy Jackalope Eye" en Up In Flames CD (Infernal Records/Toy's Factory, 1999). CD.
- "Junk" en A Fistful Of Rock N Roll Vol. 2 (Tee Pee Records, 1999). LP y CD.
- «The least I could do» en Down To The Promised Land (Bloodshot Records, 2000). CD. Con Amy Nelson.
- «Poor girl» en Free for the West Memphis 3 (KOCH, 2000). Canta Eddie Vedder.
- "Get It On" en Alpha Motherfuckers (Bitzcore, 2001) doble LP, CD. El tema es una versión de Turbonegro.
- "Shake It Off" en How We Rock (Burning Heart Records/Epitaph, 2002). CD y doble LP.
- "Shake It Off" en The L.A. Shakedown (2003) (Acetate Records, 2003). Doble CD.
- "Breakin' The Law" en Their Sympathetic Majesties Request: Volume 2 (Sympathy For The Record Industry, 2003) Doble CD. Aparecen como The Junkyard Dogs.
- "Lightning Bar Blues" en Root Damage (Sympathy For The Record Industry, 2003) Doble CD y doble LP. Aparecen como The Junkyard Dogs.